# Un corso in miracoli
Un corso in miracoli (A Course in Miracles, ACIM in inglese e UCIM in italiano) è un testo scritto dalla psicologa Helen Schucman (1909-1981), che affermò di averlo ricevuto mediante un dettato interiore, in seguito pubblicato in forma anonima nel 1975 dalla "Foundation for Inner Peace" per opera della stessa Schucman e di un altro psicologo, il suo capo William Thetford (1923-1988), e altri.
Il corso inizia con le parole "Nulla di ciò che è reale può essere minacciato. Nulla di irreale esiste.", ed è formato da tre libri:
- Il testo
- Il libro degli esercizi
- Il Manuale per gli insegnanti

## Storia
Nell'ottobre del 1965 Helen Schucman, che lavora nella facoltà di psicologia della Columbia University, raccontò di aver udito una voce interiore che le diceva: "Questo è un Corso in Miracoli, prendi appunti per favore". Secondo lei la voce era tanto ripetitiva e insistente da esserne terrorizzata, temendo di essere diventata pazza. Non riuscendo a sopportare più la tensione, decise di parlare della voce con William Thetford, il suo capo, che, rendendosi conto dello stato angoscioso nel quale lei si trovava, per tranquillizzarla le propose di fare come la voce suggeriva, prendere appunti del Corso in Miracoli. 
Decisero insieme che lei avrebbe preso nota stenografica delle istruzioni ricevute e consegnato la trascrizione a Thetford, in questo modo lui poteva rendersi conto se gli scritti fossero davvero il prodotto di una mente malata o riportassero invece un messaggio sensato. 
Dopo le prime trascrizioni entrambi si resero conto di trovarsi in presenza di una dettagliata narrazione che poteva essere definita come un trattato di "psicologia spirituale".
Durante l'arco di sette anni tutti gli appunti vengono raccolti nel libro intitolato Un Corso in Miracoli. La Schucman riferisce che la voce interiore si sarebbe presentata come Gesù. Il testo viene pubblicato per la prima volta in inglese nel 1975 dalla "Foundation for Inner Peace", in seguito è stato tradotto in 23 lingue e altre traduzioni sono in corso d'opera.

## Testo e princìpi
Nell'introduzione si dice: "Non è proposto perché diventi la base per un altro culto. Il suo unico scopo è fornire un modo attraverso il quale alcune persone saranno in grado di trovare il loro Insegnante Interiore".
La pubblicazione si compone di tre parti, racchiuse in un unico volume: Testo, Libro degli esercizi e Manuale per gli insegnanti.
Lo scopo, secondo i due psicologi, è quello di aiutarci a risvegliarci dallo stato in cui ci troviamo che il Corso definisce come "l'illusione" o "il sogno".
In altre parole, quella che percepiamo come la realtà quotidiana è una illusione, né più né meno lo stesso stato in cui ci troviamo durante la notte quando siamo immersi nel sonno e sogniamo, solo al nostro risveglio la mattina successiva ci rendiamo conto che si trattava di una illusione che appariva estremamente vivida e reale. Il Corso spiega che anche tutto ciò che percepiamo nelle ore che definiamo di veglia è un sogno, un'illusione, per renderci conto di questo è necessario risvegliarsi, a risveglio avvenuto saremo in grado di renderci conto che in realtà siamo uno col creatore, non i piccoli e vulnerabili corpi che percepiamo essere.
Il testo sostiene che non ci sarebbe nessun mondo al di fuori di noi, e che semmai questo sarebbe solo una proiezione di ciò che è in noi, nella nostra mente. Ciò significherebbe che i problemi fisici, finanziari, sociali eccetera, non sarebbero causati da quanto accade al di fuori di noi, ma da quello che è dentro la nostra mente, che sarebbe anche il luogo dove dovrebbe esserci la risposta, ovvero il "miracolo".
Essendo un insegnamento non dualistico presenta delle affinità con l'Advaita Vedanta e la cabala ebraica, inoltre fa dei riferimenti teologici ispirati allo gnosticismo cristiano.

## Edizioni
- Foundation for inner peace, Un corso in miracoli, 1999, trad. Isabella Popani, Fulvio Merlino, Sergio Pestarino, Gruppo Editoriale Armenia.